# Hàm mật độ xác suất
Trong toán học, hàm mật độ xác suất (Tiếng Anh là Probability density function hay PDF) dùng để biểu diễn một phân bố xác suất theo tích phân. Hàm mật độ xác suất luôn có giá trị không âm và tích phân của nó từ −∞ tới +∞ có giá trị bằng 1.  Nếu một phân bố xác suất có mật độ f(x), thì về mặt trực quan, khoảng vi phân (vô cùng bé) [x, x + dx] có xác suất bằng f(x) dx.
Một cách không chính thức, hàm mật độ xác suất có thể được coi là phiên bản được làm mịn của một biểu đồ tần số: nếu ai đó liên tiếp đo đạc bằng thực nghiệm các giá trị của một biến ngẫu nhiên liên tục và tạo một biểu đồ tần số mô tả tần suất tương đối của các miền biến thiên của kết quả, thì biểu đồ tần số đó sẽ trông giống với mật độ xác suất của biến ngẫu nhiên đó (giả sử rằng biến được lấy mẫu đủ thường xuyên và các miền biến thiên của kết quả là đủ nhỏ).
Một cách chính thức, một phân bố xác suất có mật độ f(x) nếu f(x) là một hàm không âm khả tích Lebesgue R → R sao cho xác suất của khoảng [a, b] được cho bởi công thức
{\displaystyle \int _{a}^{b}f(x)\,dx}
với hai số bất kỳ a và b. Điều đó hàm ý tích phân toàn phần của f phải bằng 1. Ngược lại, một hàm không âm khả tích Lebesgue bất kỳ với giá trị tích phân toàn phần bằng 1 là một mật độ xác suất của một phân bố xác suất được định nghĩa thích hợp.

## Giải thích đơn giản
Một hàm mật độ xác suất là một hàm bất kỳ f(x) mô tả mật độ xác suất theo biến đầu vào x theo cách dưới đây. 
- f(x) lớn hơn hoặc bằng 0 với mọi giá trị của x
- Tổng diện dích bên dưới đồ thị là 1:

{\displaystyle \int _{-\infty }^{\infty }\,f(x)\,dx=1}
Khi đó xác suất thực sự của x có thể được tính bằng cách lấy tích phân của hàm f(x) theo khoảng tích phân của biến đầu vào x.
Ví dụ: biến x trong đoạn [4.3,7.8]  sẽ có xác suất thực sự là
{\displaystyle \Pr(4.3\leq x\leq 7.8)=\int _{4.3}^{7.8}f(x)\,dx.}

## Biến ngẫu nhiên
Một biến ngẫu nhiên, x, tuân theo hàm mật độ xác suất f(x) có liên hệ với biến ngẫu nhiên đều (có hàm mật độ xác suất là hằng số) y trong khoảng [0,1] thông qua công thức:
x == F-1(y)
Trong đó F(t) là hàm phân bố tích lũy ứng với f(x):
{\displaystyle F(t)=\int _{-\infty }^{t}\,f(x)\,dx}
và F−1(t) là hàm ngược của F(t).